# John Smith (botànic)
John Smith (1798 – 1888) va ser un botànic anglès. Es va exercir com a conservador del Reial Jardí Botànic de Kew, on va ser ingressat a aquests jardins reials el 1822, com a ajudant de W. T. Aiton, i després el seu assistent principal el 1826. Va ser un incansable estudiós de les exòtiques orquídies que rebia el Jardí.
Va ser conservador amb Sir W. Hooker fins al 1864. Encara que el seu interès primordial van ser les falgueres, tenia un ampli enteniment de les vasculars i del seu cultiu.

Així mateix, va impedir als jardins la caiguda catastròfica durant el segle xix, quan van ser abandonats en les prioritats de finançament. D'acord amb el lloc web de Kew: 
| « | "És significatiu que quan Smith va arribar a Kew, 40 espècies de falgueres van ser cultivades però quan el curador Smith es va retirar, n'havia 1.084". | » |

## Algunes publicacions

### Llibres
- 1856 Catalogue of Ferns in the Royal Gardens at Kew. HMSO, London, England. 1856. 8pp, 210x140mm, PB
- 1857 Cultivated Ferns: Or a Catalogue of Exotic and indigenous Ferns Cultivated in British Gardens, with Characters of General Principal, Synonyms, etc. William Pamplin, Londres. 1857. xii, 84 pp. 163x103 mm, HB. També, possiblement, una edició de 1864
- 1866 Ferns: British and Foreign, Their History, Geography, Classification and Enumeration of the Species of Garden Ferns with a Treatise on Their Cultivation, etc. 1a ed. Robert Hardwicke, Londres. 1866. xiv, 412 (2) pp. 195x125 mm, HB; Web: http://www.archive.org/details/fernsbritishfore00smitrich. També 2a ed. (1877) i 3a ed. (1879), subtitulada The History, Organography, Classification and Enumeration of the Species of Garden Ferns.; web: http://www.archive.org/details/fernsbritish00smitrich
- 1875 Historia Filicum: an exposition of the nature, number and organography of ferns, and review of the principles upon which genera are founded, and the systems of classification of the principal authors, with a new general arrangement; characters of the genera; remarks on their relationship to one another; their species; reference to authors; geographical distribution; etc., etc. MacMillan & Co., Londres. 1875. (2) /xvi/429/ (5) pp. 190x120 mm, HB; web: http://www.archive.org/details/historiafilicume00smitrich reimprès el 1981
- 1878. Bible plants, their history. 265 pp.
- 1871. Domestic Botany. Ed. L.Reeve & Co.

## Font
- Desmond, R. 1994. Dictionary of British & Irish Botanists & Horticulturists includins Plant Collectors, Flower Painters & Garden Designers. Taylor & Francis & The Natural History Museum, Londres.